# Helena Papée-Bożyk
Helena Papée-Bożyk (ur. 1915 w Krakowie, zm. 2010 tamże) – polska artystka plastyk, malarka i projektantka witraży. Była członkiem Związku Polskich Artystów Plastyków, Towarzystwa Przyjaciół Sztuk Pięknych, Międzynarodowego Centrum Witrażownictwa w Chartres (Chartres International Stained Glass Centre).

## Życiorys
W 1955 roku ukończyła krakowską Akademię Sztuk Pięknych pod kierunkiem profesorów Władysława Jareckiego, Stefana Filipkiewicza i Wojciecha Weissa. Autorka witraży w ponad 150 kościołach w Polsce i we Francji. Była współzałożycielką z Haliną Cieślińską-Brzeską i honorowym prezesem Zwierzynieckiego Koła Przyjaciół Sztuk Wszelkich. W 2001 roku miała miejsce największa wystawa prac artystki w Muzeum Historycznym Miasta Krakowa. Laureatka Złotego Medalu Towarzystwa Sztuk Pięknych.

## Rodzina
Żona malarza Eugeniusza Bożyka (scenograf i malarz). Mieli dwóch synów: Jerzego i Piotra.